# Chenebier
Chenebier település Franciaországban, Haute-Saône megyében. Lakosainak száma 699 fő (2022. január 1.). Chenebier Champagney, Frahier-et-Chatebier, Chagey, Luze, Étobon és Échavanne községekkel határos.

## Népesség
A település népességének változása:
| Lakosok száma | 724  | 706  | 714  | 695  | 691  | 693  | 695  | 697  | 699  |
|               | 2013 | 2015 | 2016 | 2017 | 2018 | 2019 | 2020 | 2021 | 2022 |